# Farsia

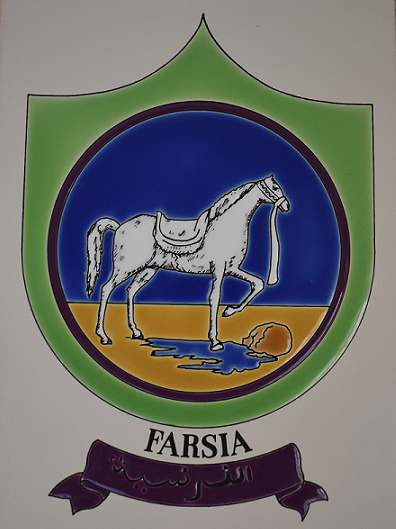
Wappen Farsias

Farsia (arabisch الفرسية, auch El Farcya) ist ein Ort mit einer Garnison im Nordosten der Westsahara, der innerhalb des von Marokko verwalteten Territoriums liegt und zur Provinz Es Semara gehört.
Zeitgleich zum Grünen Marsch marokkanischer Zivilisten im Oktober 1975, mit dem das Land seinen territorialen Anspruch auf die von Spanien aufgegebene Kolonie Spanisch-Sahara bekräftigen wollte, drangen Truppen über die marokkanische Grenze nach Süden vor und begannen mit der Besetzung der sahrauischen Siedlungen. Am 31. Oktober 1975 kam es bei Farsia im Rahmen des Westsaharakonflikts zu Kämpfen mit der sahrauischen Widerstandsbewegung Frente Polisario. Während des Monats November wurden in den vier Siedlungen im nördlichen Landesinnern Smara, Farsia, Jdiriya und Haousa insgesamt 15.000 Soldaten stationiert. Im Gebiet wurden auch Landminen verlegt.
Als Schutzmaßnahme gegen Angriffe von Polisario-Rebellen, die aus dem algerischen Grenzgebiet im Osten operierten, begann Marokko ab 1982 mit dem Bau des sogenannten Marokkanischen Walls. Die erste Befestigungslinie verlief knapp östlich der Provinzhauptstadt Smara. In den folgenden Jahren wurde die Grenze etappenweise weiter nach Osten verlegt und somit auf das Gebiet der Demokratischen Arabischen Republik Sahara ausgedehnt. Seit Januar 1985 verläuft der Schutzwall östlich von Farsia, das als Garnisonsort Bedeutung hat.
Farsia liegt auf halbem Weg an der Straße zwischen Smara und der algerischen Oasenstadt Tindouf am Ursprung des von hier nach Westen zum Atlantik verlaufenden Saguia el Hamra, einem nur zeitweilig wasserführenden Wadi.
Seit 1997 ist die spanische Stadt Girona Partnerstadt von Farsia.